# Баймаков, Никита Юрьевич
Никита Юрьевич Баймаков (1927—2004) — специалист в области радиосистем передачи сигналов вещательного и прикладного ТВ, лауреат Государственной премии СССР (1971).

## Биография
Родился в Ленинграде 16.05.1927, сын профессора Ленинградского политехнического института Юрия Владимировича Баймакова (1894—1980).
Окончил ЛПИ (1953) и до 1992 г. работал во ВНИИТ в должностях от инженера до начальника лаборатории радиопередающих устройств, начальника научно-исследовательского отдела.
Входил в группу по обеспечению ТВ-связи с первыми космическими кораблями. Зам. главного конструктора экспериментальной космической ТВ системы «Метеор». Начиная с кораблей «Союз», технический руководитель по обеспечению работы систем связи комплексов космического телевидения. Главный конструктор системы «Фобос». Зам. главного конструктора ТВ космических систем для пилотируемых объектов и самолетного сопровождения МКС «Буран».
Лауреат Государственной премии СССР (1971). Почётный радист.
Умер в декабре 2004 года.